# Mauger de Troina
Mauger de Troina (del italiano: Malgerio d'Altavilla) (c. 1080 - después de 1098) fue conde de Troina. 
Hijo del conde Roger I de Sicilia y su segunda esposa Eremburga de Mortain, es probablemente el primer hijo varón legítimo del conde. 
Se sabe poco de él, solo que su padre lo hizo conde de Troina y que murió después de 1098, aunque se desconoce la fecha exacta. En caso de que hubiese sobrevivido a su padre, no reclamó el título de conde de Sicilia que pasó a su medio hermano Simón, hijo del conde y su tercera esposa Adelaida del Vasto.